# Liste von römisch-katholischen Kirchen in Hamburg
Die Liste von römisch-katholischen Kirchen in Hamburg verzeichnet die Kirchengebäude der römisch-katholischen Kirche in Hamburg. Sie zählen zum Erzbistum Hamburg.

## Liste der Kirchengebäude
| Abbildung | Name                        | Stadtteil, Ortsteil, Straße und Lage                                                 | Bauzeit                            | Bemerkungen, Internetseite |
| --------- | --------------------------- | ------------------------------------------------------------------------------------ | ---------------------------------- | --- |
|           | St. Marien-Dom              | St. Georg Am Mariendom 1 53° 33′ 27,5″ N, 10° 0′ 49,2″ O                             | 1893                               | Als römisch-katholische Hauptkirche der Stadt Hamburg im neoromanischen Stil mit zwei Türmen (einzige Kirche mit zwei Türmen im alten Hamburger Stadtgebiet) nach Plänen von Arnold Güldenpfennig errichtet. Die Gestaltung der Westfassade knüpft an den Bremer Dom an. Es ist der erste katholische Kirchenneubau in Hamburg seit der Reformation 1517 in der Stadt. Zudem ist es die einzige Kirche mit zwei Türmen im alten Hamburger Stadtgebiet. Seit 1995 Domkirche des Erzbistums Hamburg. Die gesamte Länge beträgt etwa 53 m und die Breite etwa 24 m. Homepage |
|           | St. Agnes                   | Tonndorf Jenfelder Allee 79 53° 35′ 5,6″ N, 10° 7′ 28,5″ O                           | 1964–1966                          | Homepage |
|           | St. Annen                   | Langenhorn / Ochsenzoll Schmuggelstieg 22 53° 40′ 50″ N, 9° 59′ 57,8″ O              | 1951                               | Turmhöhe: 35 m. Homepage, [Kirchen in Langenhorn] |
|           | St. Ansgar und St. Bernhard | Neustadt Michaelisstraße 5 53° 32′ 56,9″ N, 9° 58′ 58,9″ O                           | 1955                               | „Kleiner Michel“. Vorgängerbauten von ca. 1600 und 1754, seit 1811 älteste katholische Kirchengemeinde in Hamburg, bis zum Groß-Hamburg-Gesetz. Homepage |
|           | St. Ansgar                  | Niendorf Niendorfer Kirchenweg 18 53° 37′ 13,2″ N, 9° 56′ 58,2″ O                    | 1961–1962                          | Architekt K. H. Bargholz, Hamburg. Homepage |
|           | St. Antonius                | Winterhude Alsterdorfer Straße 73 53° 35′ 56,2″ N, 9° 59′ 46,5″ O                    | 1910–1911                          | Entwurf Emil Rudolf Janda. Homepage |
|           | St. Bernard                 | Poppenbüttel Langenstücken 40 53° 39′ 18,8″ N, 10° 5′ 55,1″ O                        | 1954–1955                          | Homepage |
|           | St. Bonifatius              | Eimsbüttel Am Weiher 53° 34′ 39,6″ N, 9° 57′ 27,4″ O                                 | 1909–1910                          | Nach der Reformation zweiter katholischer Kirchenbau Hamburgs. Er entstand nach Plänen von Fritz Kunst. Die gesamte Länge der Kirche beträgt etwa 50 m und die Breite etwa 28 m. Homepage |
|           | St. Bonifatius              | Wilhelmsburg Bonifatiusstraße 1 53° 30′ 15,8″ N, 9° 59′ 9,5″ O                       | 1897–1898                          | Im Zweiten Weltkrieg schwer beschädigt. Homepage |
|           | St. Bruder Konrad           | Osdorf Am Barls 238 53° 35′ 40,8″ N, 9° 51′ 11,1″ O                                  | 1934                               | Homepage |
|           | St. Christophorus           | Lohbrügge Riehlstraße 64 53° 29′ 47,3″ N, 10° 11′ 43,9″ O                            | nach 1950                          | Homepage |
|           | Edith-Stein-Kirche          | Neuallermöhe Edith-Stein-Platz 1 53° 29′ 11,3″ N, 10° 10′ 50,1″ O                    | 1991–1992                          | Filialkirche von St. Marien (Bergedorf). Homepage |
|           | St. Elisabeth               | Harvestehude Hochallee 61 53° 34′ 40,6″ N, 9° 59′ 6,9″ O                             | 1926                               | Pfarrei eigenständig seit 1926 Homepage |
|           | St. Erich                   | Rothenburgsort Marckmannstraße 53° 32′ 9,5″ N, 10° 2′ 16,8″ O                        | 1960–1963                          | Filialkirche des Mariendoms. Nachfolger der im Zweiten Weltkrieg zerstörten Kirche St. Joseph. Homepage |
|           | St. Franziskus              | Barmbek-Nord Kranichweg 20 53° 35′ 7,1″ N, 10° 3′ 17,9″ O                            | 1927 1954 (Wiederaufbau)           | Die damalige Innenausstattung und die Dachkonstruktion wurden durch einen Brand 1953 komplett zerstört. Jedoch blieben alle tragenden Wände und der Turm erhalten. Homepage |
|           | St. Franz-Joseph            | Hamburg-Wilstorf Reeseberg 10 53° 26′ 59,7″ N, 9° 59′ 16,3″ O                        | 1913                               | Mit ihrem neobarocken Erscheinungsbild ist diese Kirche für Norddeutschland sehr untypisch und damit einzigartig in Hamburg. Homepage, [Info] |
|           | St. Gabriel                 | Eidelstedt Niekampsweg 24 53° 36′ 29,9″ N, 9° 53′ 52,3″ O                            | 1959–1960                          | Architekt Karlheinz Bargholz, Hamburg; Vorgängerbau als Kapelle 1927; Homepage |
|           | Heilige Familie             | Langenhorn Tannenweg 24 53° 38′ 41″ N, 10° 0′ 54,9″ O                                | 1935                               | Architekt Johann Kamps, 1935 erbaut, 1981/82 erweitert.Homepage, [Kirchen in Langenhorn] |
|           | Heilig-Geist                | Farmsen-Berne / Farmsen Rahlstedter Weg 13 53° 36′ 22,9″ N, 10° 7′ 14,5″ O           | 1974–1975                          | Architekt Karlheinz Bargholz; Homepage |
|           | Heilig-Kreuz-Kirche         | Neugraben-Fischbek An der Falkenbek 10 53° 28′ 11,7″ N, 9° 51′ 44,4″ O               | 1970                               | Vorgängerbau 1956. Homepage |
|           | Heilig-Kreuz-Kirche         | Volksdorf Farmsener Landstraße 181 53° 39′ 1,1″ N, 10° 9′ 38,1″ O                    | 1964–1965                          | 350 Sitzplätze. Homepage |
|           | Herz Jesu                   | Hamm Bei der Hammer Kirche 12 53° 33′ 23,1″ N, 10° 3′ 18,4″ O                        | 1924/1925 1951/1952 (Wiederaufbau) | Architekt: Heinrich Renard (Original), W. Kammenhuber (Wiederaufbau)hamburg.de (PDF; 1,9 MB) In unmittelbarer Nähe befindet sich die evangelische Dreifaltigkeitskirche. Homepage |
|           | St. Jakobus                 | Lurup Jevenstedter Straße 111 53° 35′ 50,5″ N, 9° 52′ 25″ O                          | nach 1960                          | [Homepage (im Aufbau)] |
|           | St. Johannis                | Steilshoop Gründgensstraße 32 53° 36′ 40″ N, 10° 3′ 48″ O                            | 1976–1977                          | Homepage |
|           | St.-Josephs-Kirche          | St. Pauli Große Freiheit 43 53° 33′ 4,8″ N, 9° 57′ 26,3″ O                           | 1718                               | Nach Kriegszerstörung mit moderner Innenausstattung erneuert, seit 1978 Rebarockisierung. Nach dem Groß-Hamburg-Gesetz älteste katholische Gemeinde Hamburgs. Homepage |
|           | St. Joseph                  | Wandsbek Witthöfftstraße 1 53° 34′ 24″ N, 10° 4′ 28″ O                               | 1904–1905                          | Entwurf von A. Brettschneider. Homepage |
|           | St. Maria                   | Harburg Museumsplatz 4 53° 27′ 32,4″ N, 9° 58′ 35,3″ O                               | 1865, 1969 (Wiederaufbau)          | Im Zweiten Weltkrieg zerstört. Homepage |
|           | Maria Grün                  | Blankenese Schenefelder Landstr. 3 53° 33′ 41,5″ N, 9° 49′ 24,9″ O                   | 1929–1930                          | Die Kirche wurde als Sankt Mariä Himmelfahrt von Clemens Holzmeister errichtet und am 7. September 1930 geweiht. Der Name Maria Grün leitet sich von der baumbestandenen Umgebung (sieben Linden, Parklandschaft) ab. Die Öffentlichkeit kürzte die zunächst verwendete Bezeichnung Maria im Grünen bereits in der Dreißigerjahren zu Maria Grün. Homepage |
|           | Mariä Himmelfahrt           | Rahlstedt Oldenfelder Straße 23 53° 36′ 30,2″ N, 10° 9′ 20,9″ O                      | 1960                               | Homepage |
|           | St. Marien                  | Ottensen Bei der Reitbahn 4 53° 33′ 4,5″ N, 9° 55′ 29,2″ O                           | 1890                               | Architekt Karlheinz Bargholz; Homepage |
|           | St. Marien                  | Bergedorf Reinbeker Weg 8 53° 29′ 17,5″ N, 10° 12′ 59,9″ O                           | nach 1950                          | Homepage |
|           | St. Maximilian Kolbe        | Wilhelmsburg Krieterstraße 7 53° 29′ 53,3″ N, 10° 0′ 48,1″ O                         | 1972–1974                          | Filialkirche von St. Bonifatius (Wilhelmsburg). Homepage |
|           | St. Olaf                    | Horn Speckenreye 41 53° 33′ 12,9″ N, 10° 5′ 53,6″ O                                  | 1965–1968                          | Gehört zum Pastoralen Raum Barmbek Hamm Homepage |
|           | St. Paulus                  | Billstedt Öjendorfer Weg 10 53° 32′ 24,1″ N, 10° 6′ 26,4″ O                          | 1929                               | Homepage |
|           | St. Paulus-Augustinus       | Groß Flottbek Ebertallee 11 53° 33′ 49,2″ N, 9° 53′ 11,2″ O                          |                                    | Filialkirche der Kirche Maria Grün. |
|           | St. Petrus                  | Finkenwerder Norderkirchenweg 71 53° 31′ 43,8″ N, 9° 51′ 52,9″ O                     | nach 1950                          | Architekt Karlheinz Bargholz; Homepage |
|           | St. Sophien                 | Barmbek Weidestraße 53 53° 34′ 46,6″ N, 10° 2′ 4,9″ O                                | 1900                               | In Sichtweite befindet sich die ehemalige evangelische Bugenhagenkirche. Die gesamte Länge der Kirche beträgt etwa 54 m und die Breite etwa 28 m. Homepage |
|           | St. Stephanus               | Billstedt / Mümmelmannsberg Oskar-Schlemmer-Straße 6 53° 31′ 42,3″ N, 10° 8′ 47,5″ O | nach 1960                          | Kein eigenständiges Kirchengebäude, Filialkirche von St. Paulus (Billstedt). Homepage |
|           | St. Theresien               | Altona-Altstadt Wohlers Allee / Dohrnweg 53° 33′ 32,5″ N, 9° 57′ 23,1″ O             | 1937–1938                          | Homepage |
|           | St. Thomas-Morus            | Stellingen Koppelstraße 16 53° 35′ 34,2″ N, 9° 56′ 10,8″ O                           | 1979–1981                          | Architekt J. Rau, Hamburg. Homepage |
|           | St. Vinzenz                 | Eißendorf Lichtenauer Weg 53° 27′ 13,3″ N, 9° 56′ 45,7″ O                            | 1977                               | Kapelle der katholischen Altenwohnanlage St. Vinzenz. Homepage |
|           | St. Wilhelm                 | Bramfeld Hohnerkamp 22 53° 37′ 12,6″ N, 10° 5′ 25,3″ O                               | 1956                               | Homepage |